# Guillem de Volpiano
Guillem de Volpiano, de Cluny o de Dijon (Volpiano o Novara, Piemont, ~960 - Fécamp, Normandia, 1 de gener de 1031) fou un monjo benedicti, reformador litúrgic, compositor i arquitecte piemontès. És venerat com a sant per l'Església catòlica.

## Biografia
Sembla que va néixer en una família noble, al castell familia de l'illa de San Giulio, a llac d'Orta (Novara, Piemont). Era fill del comte Roberto de Volpiano i de Perinzia, potser germana d'Arduí d'Ivrea, rei italià. Va néixer durant l'assalt al castell, pres per l'aspirant al tron Berenguer II d'Itàlia, per l'emperador Otó I del Sacre Imperi Romanogermànic, que el va apadrinar i en fou el mecenes. El 969 va començar a formar-se a l'abadia benedictina de Locadio (Vercelli), on ingressà com a monjo. Va viatjar per la Campània, la Basilicata i el Veneto.
El 987 se'n va cap a l'abadia de Cluny, Maiol de Cluny n'era l'abat. Seguidor de la reforma cluniacenca, va reorganitzar l'abadia de Sant Serni, vora el Roine. Fou ordenat el 990 i nomenat abat de l'abadia de Saint-Bénigne de Dijon (avui Cathédrale Saint-Bénigne), que convertí en un centre d'espiritualitat, ensenyament i cultura de la reforma cluniacenca. L'abadia fou casa mare de prop de quaranta monestirs a la Borgonya, Lorena, Normandia i el nord d'Itàlia, com els de Jumièges o Troarn, que al seu torn van reformar monestirs anglesos com els de Hailes (Winchcombe) i Gloucester.
El 1001, viatja cap al ducat de Normandia, cridat pel jove duc Ricard l'irascible perquè hi restaurés l'abadia de Fécamp i la residència i panteó dels ducs, l'abadia de Notre-Dame de Bernay. Cridat a Metz, fou a les abadies de Saint-Arnould i Gorze (1008-1031) amb Adalberó II de Metz. Morí a Fécamp en 1031, de mort natural.
En les noves fundacions, va plantejar la construcció d'esglésies i edificis a la manera llombarda. Va contribuir a la difusió de l'arquitectura romànica llombarda i les voltes de canó per tot França. Li fou encarregada la construcció del monestir del Mont Saint-Michel, que projectà en estil romànic. Hi va ubicar el transsepte al damunt del turó i va configurar així l'estructura del lloc, ja que calia edificar-hi criptes i capelles que compensessin l'església. També va reconstruir l'abadia de Saint-Germain-des-Prés, a París. A Itàlia va construir l'abadia de Fruttuaria a San Benigno Canavese.

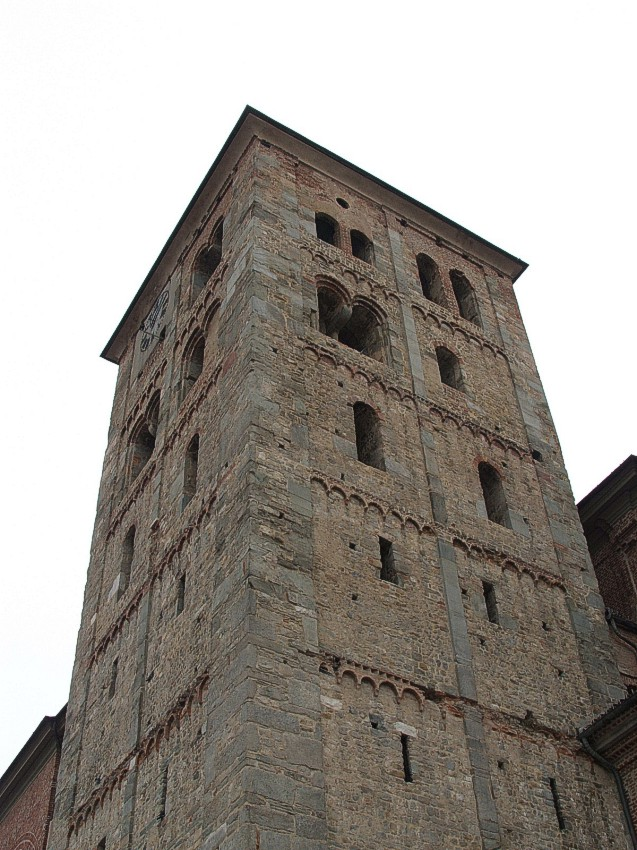
Campanar de Fruttuaria
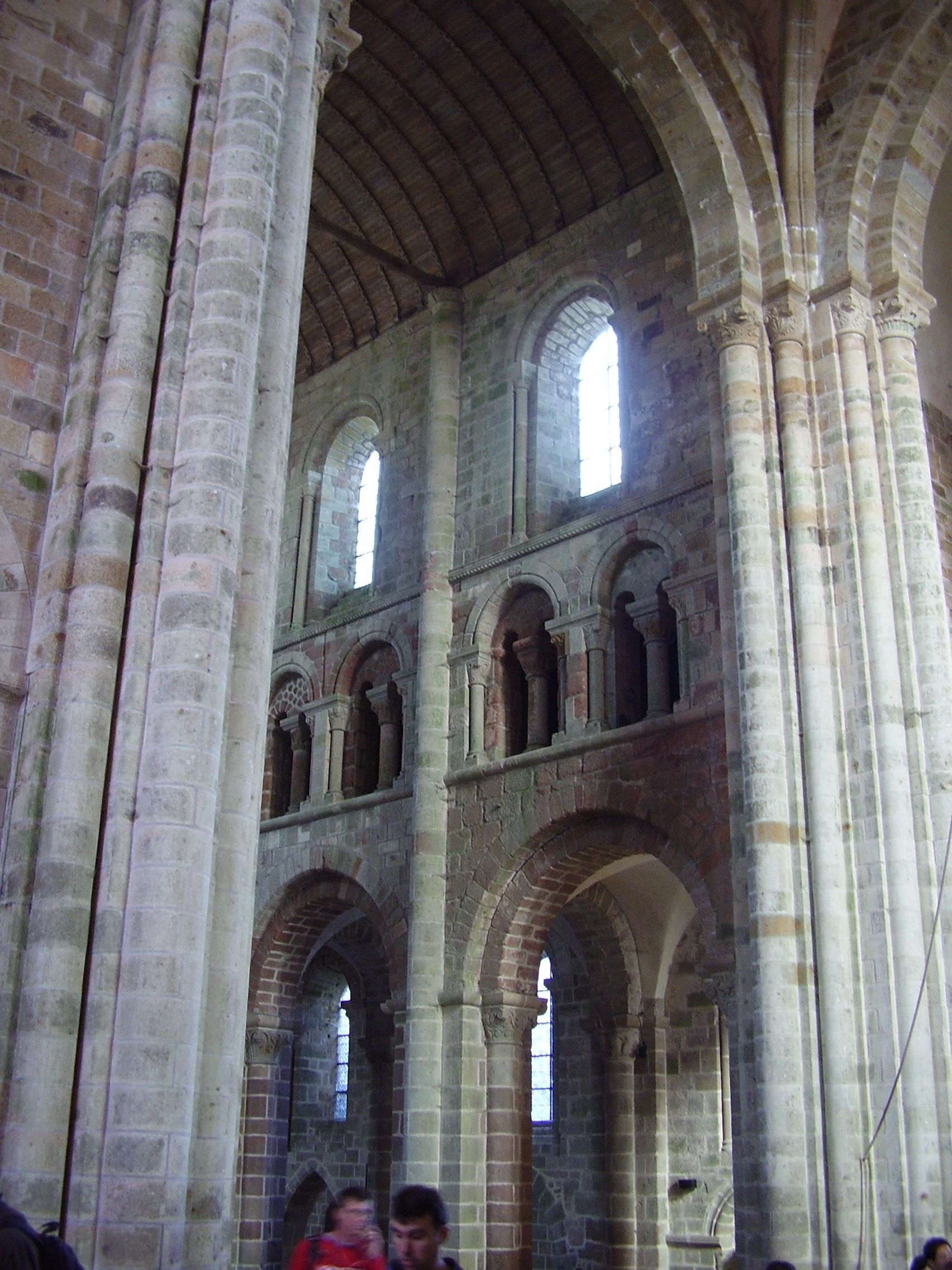
Part romànica de la nau de l'abadia de Mont-Saint-Michel, obra de Guillem
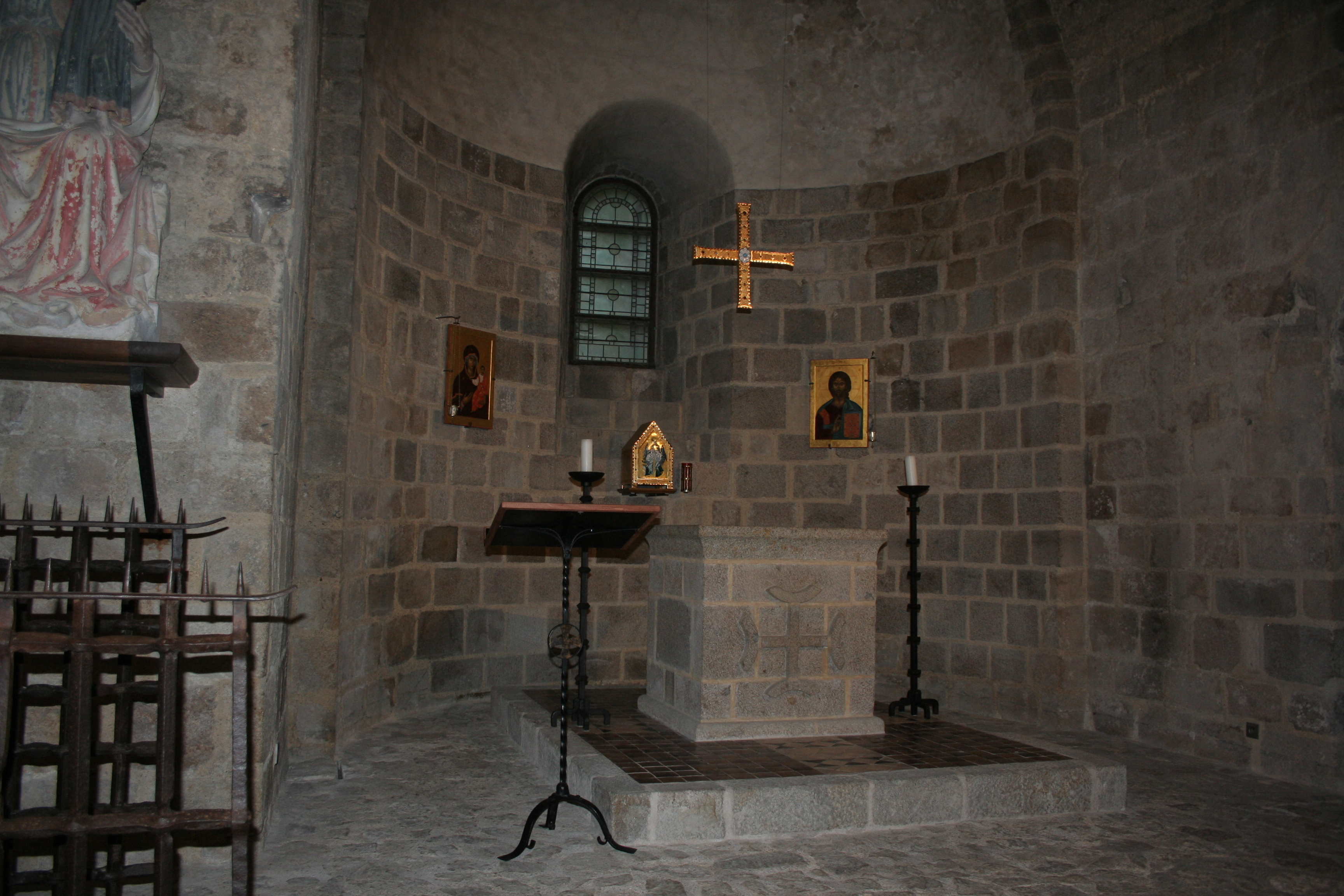
Cripta de la Mare de Déu dels Ciris, a Mont-Saint-Michel
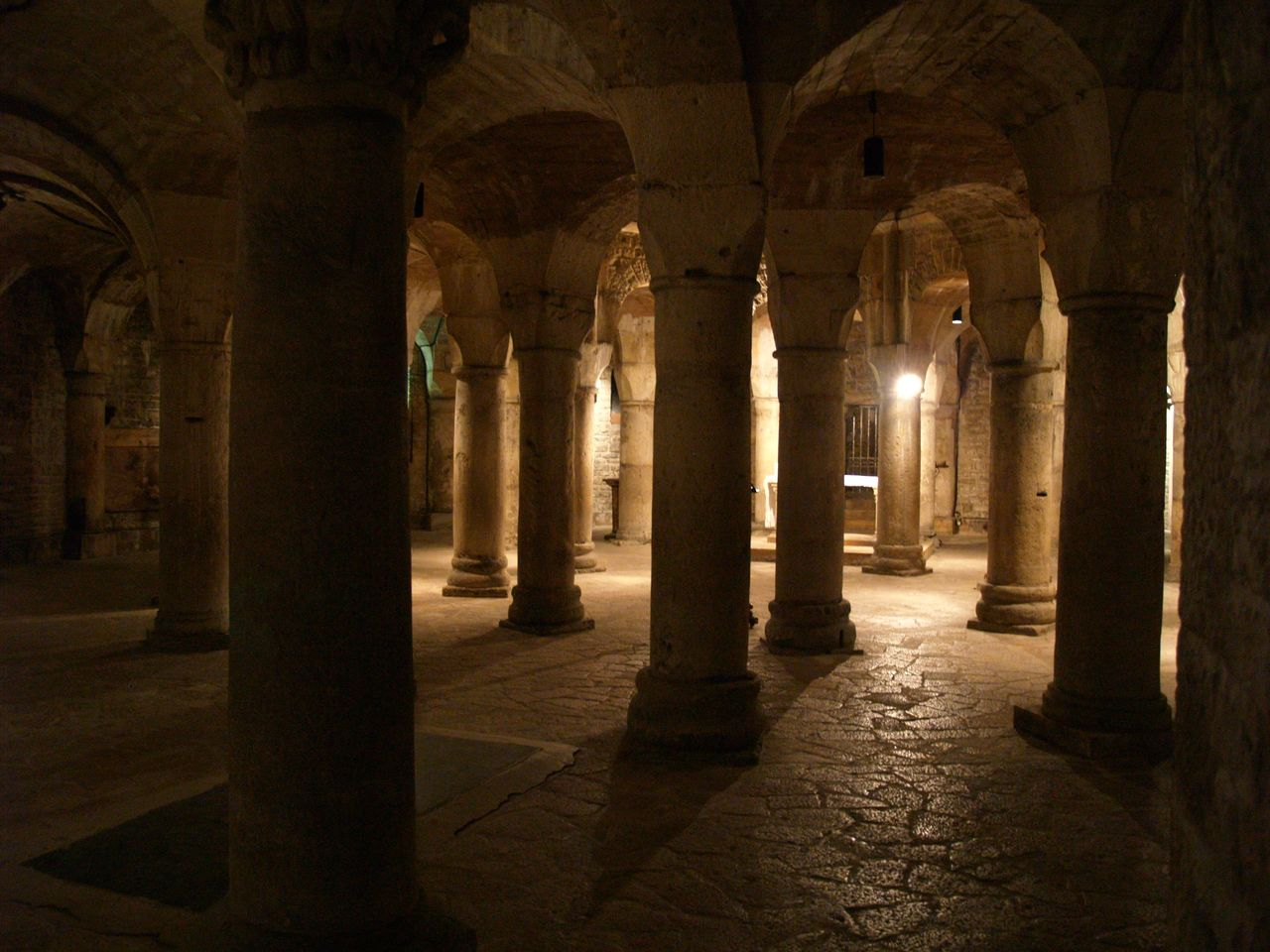
Cripta romànica de S. Benigne de Dijon, projectada per Guillem de Volpiano
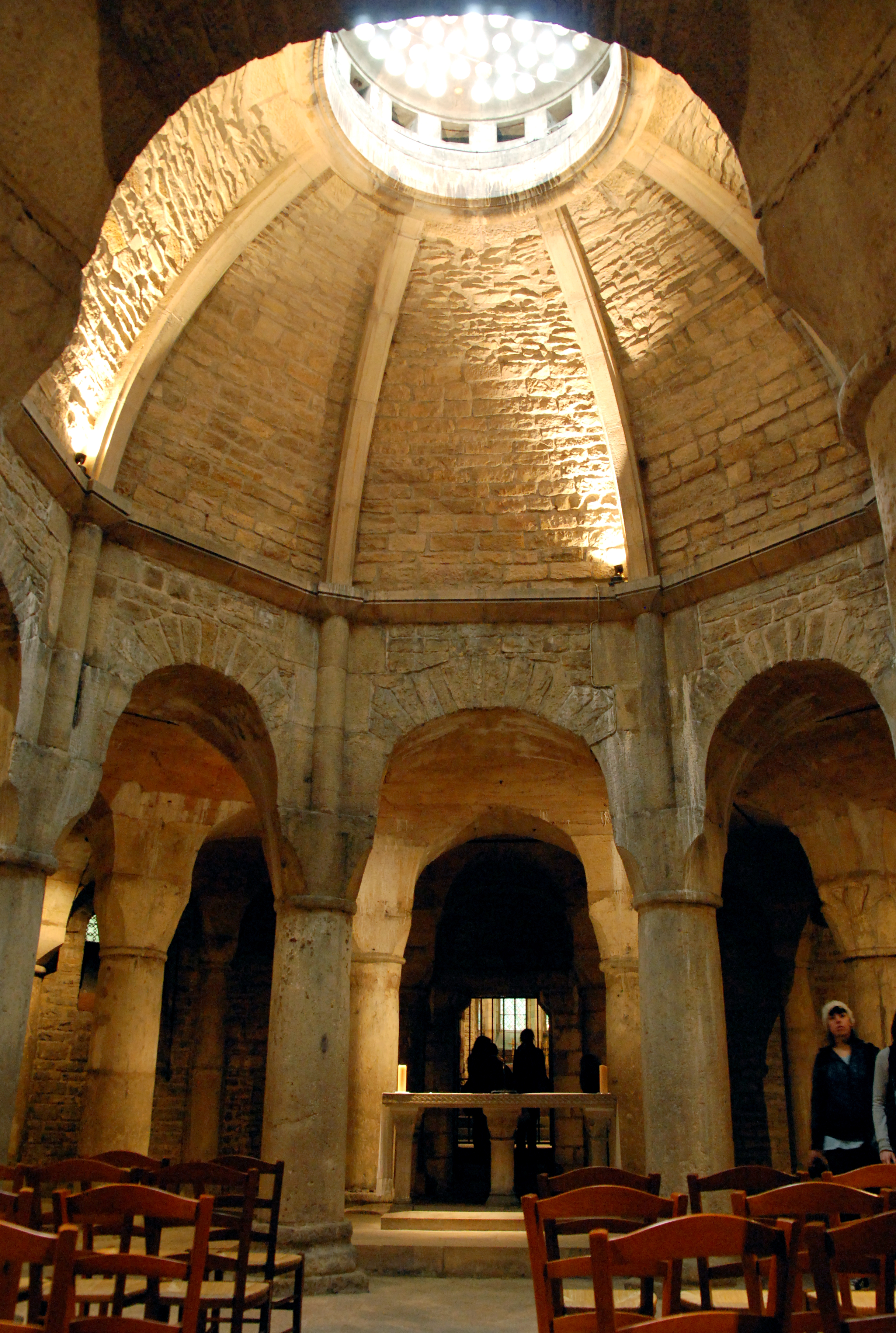
Cripta de la catedral de Dijon
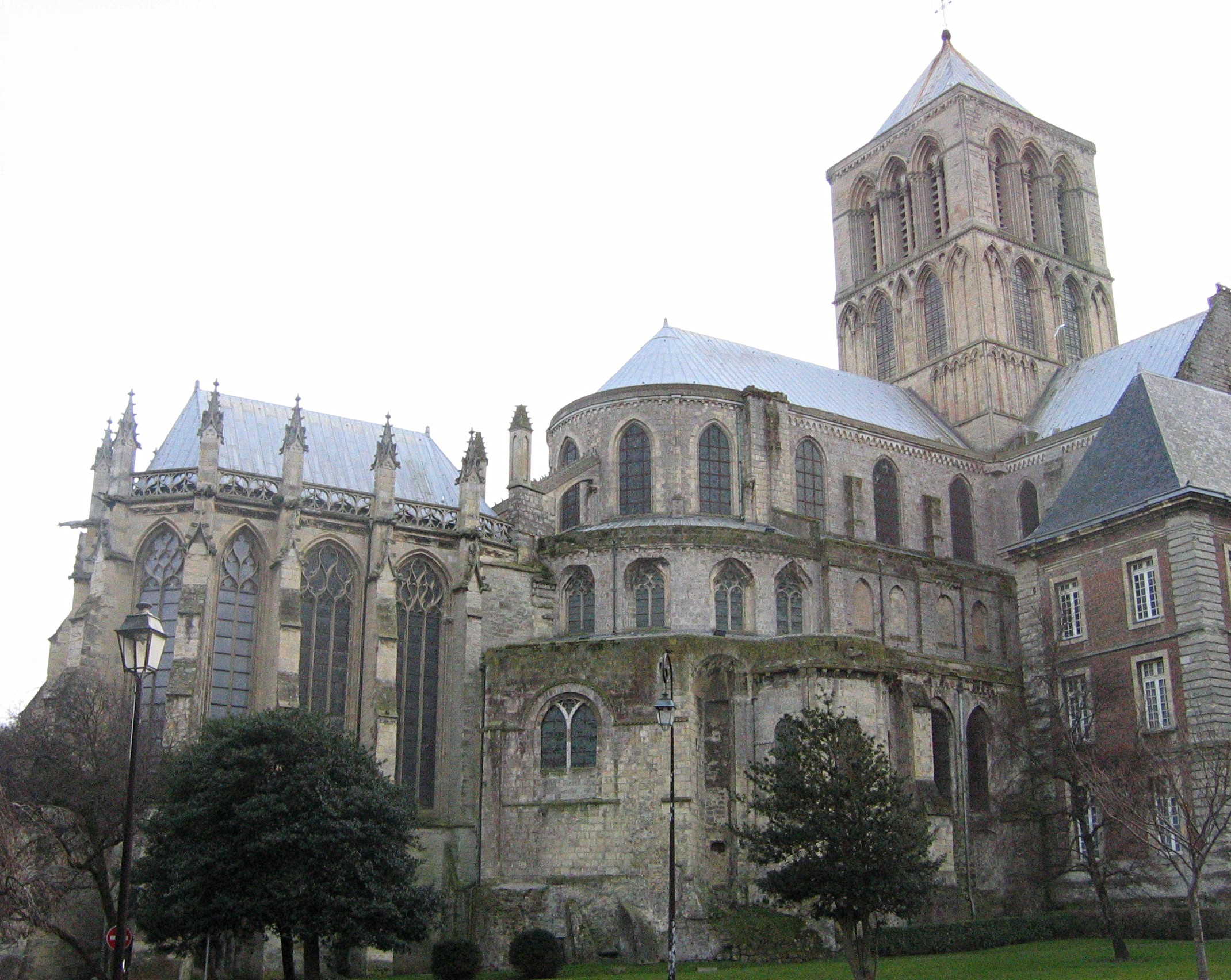
Capçalera de Fécamp, iniciada per Guillem i reconstruïda més tard; és el lloc on fou enterrat
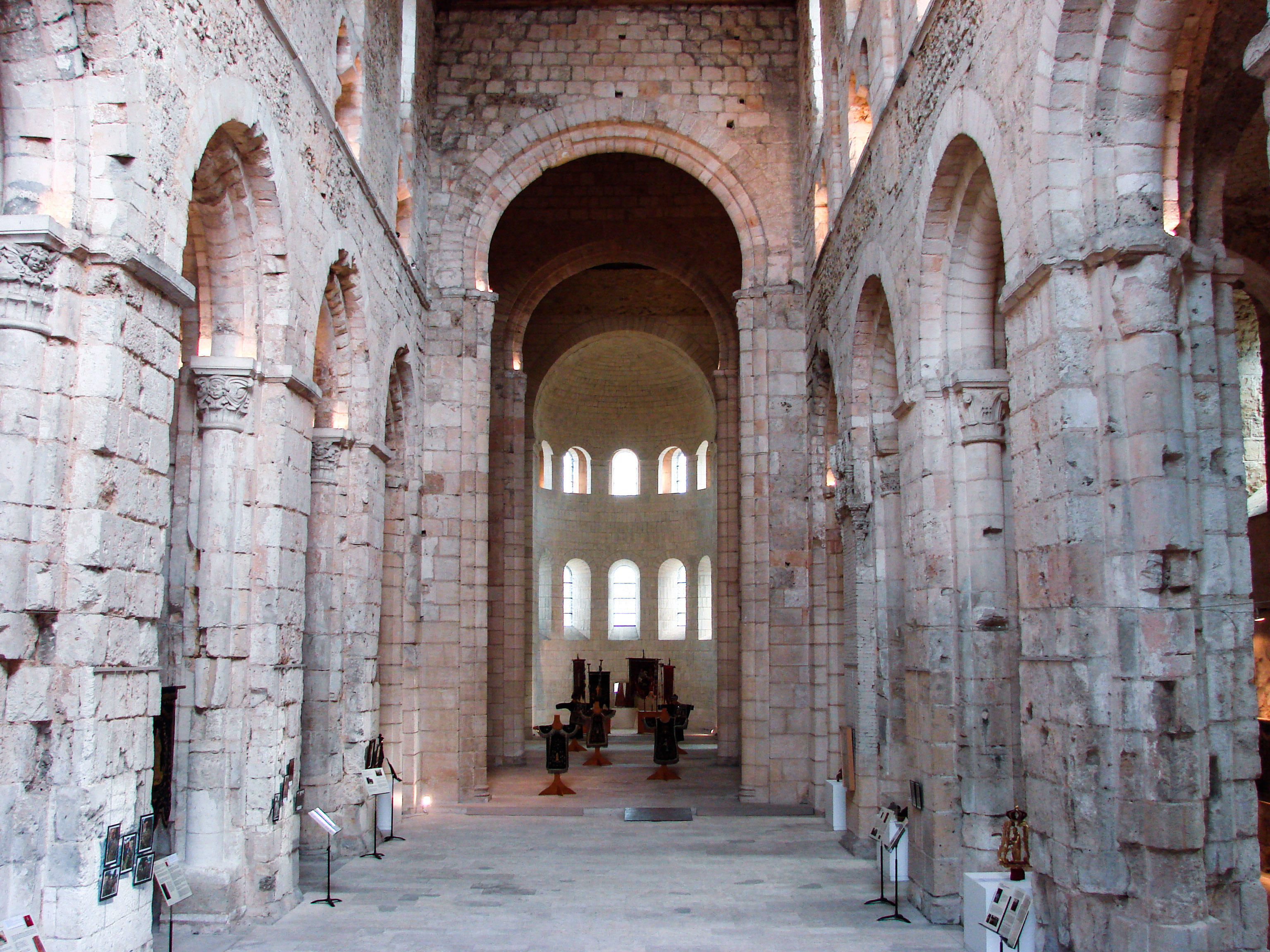
Nau de Notre-Dame de Bernay, projectada per Guillem
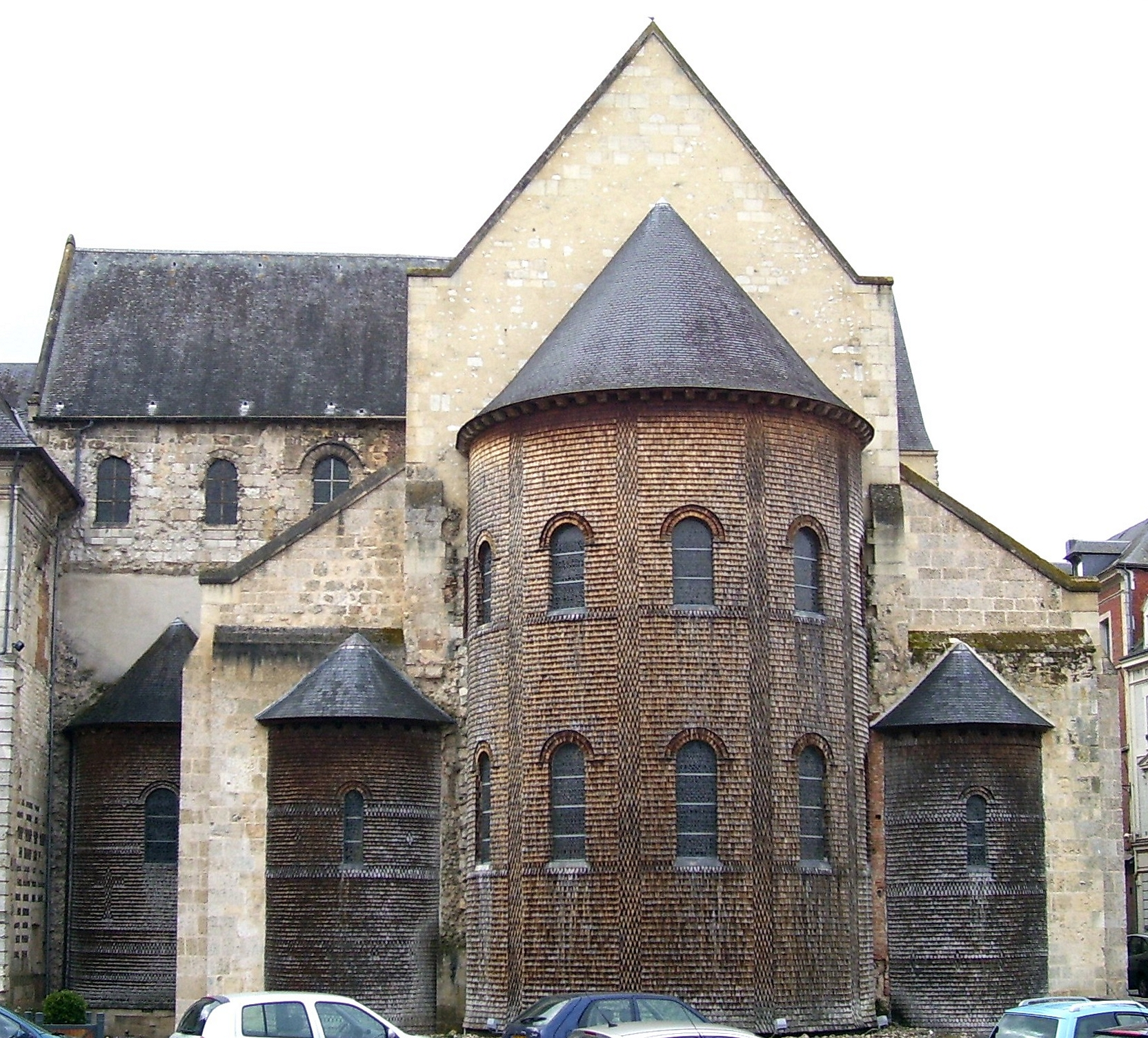
Absis de Bernay
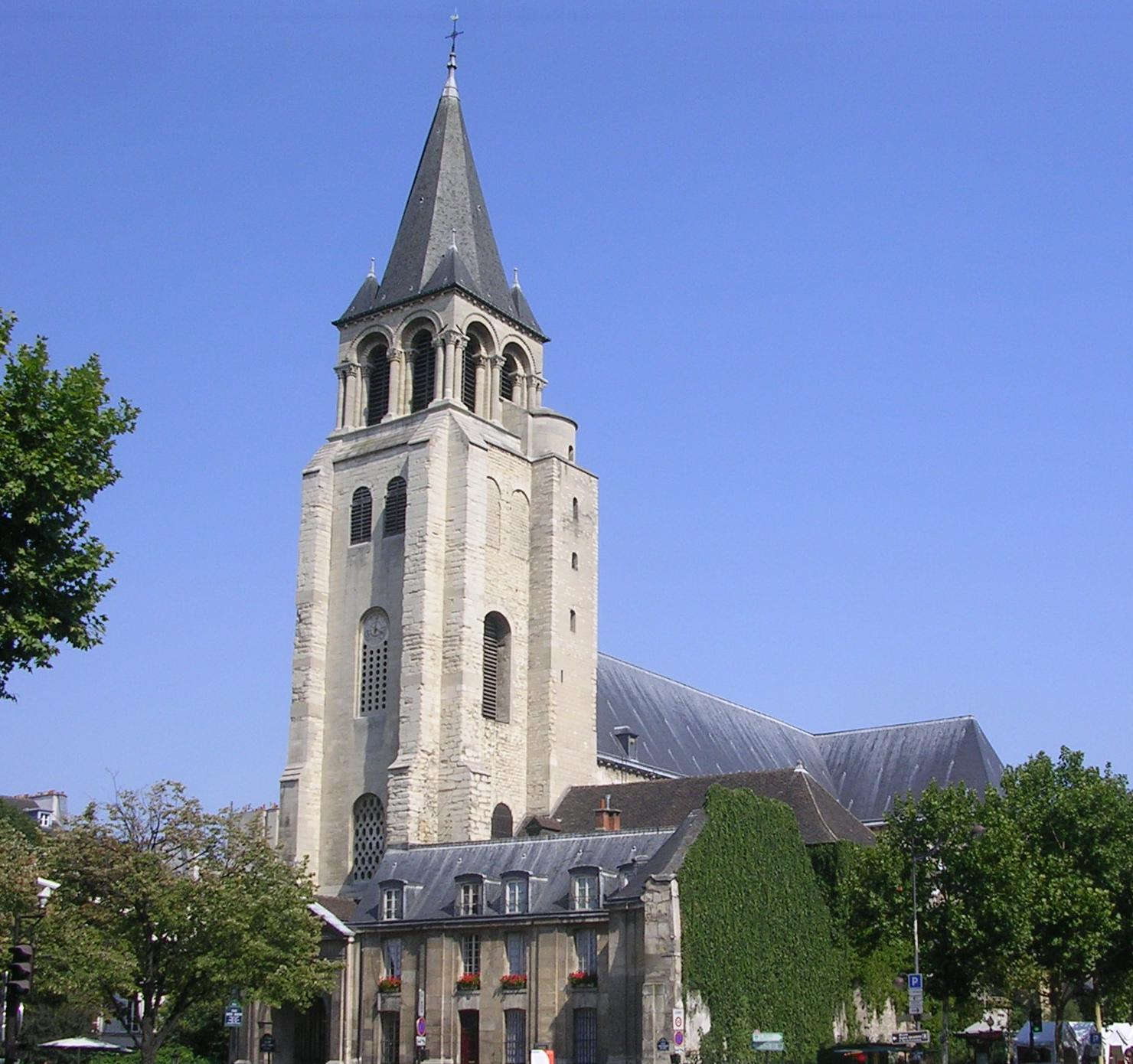
Campanar de Saint-Germain-des-Prés (París)